# Teatro nacional (Oslo)
El Teatro nacional (en noruego: Nationaltheatret) es uno de los lugares más grandes e importantes de Noruega para el desempeño de las artes dramáticas.
El teatro tuvo su primera presentación el 1 de septiembre de 1899, pero sus orígenes se pueden remontar al Teatro Christiania, que fue fundado en 1829. Hubo tres presentaciones para la apertura oficial, en días posteriores en septiembre.
El Teatro nacional fue fundado como una institución privada y resistió varias crisis financieras hasta 1929, cuando el gobierno noruego empezó a prestar un modesto apoyo.